# Rudolf von Seckendorff

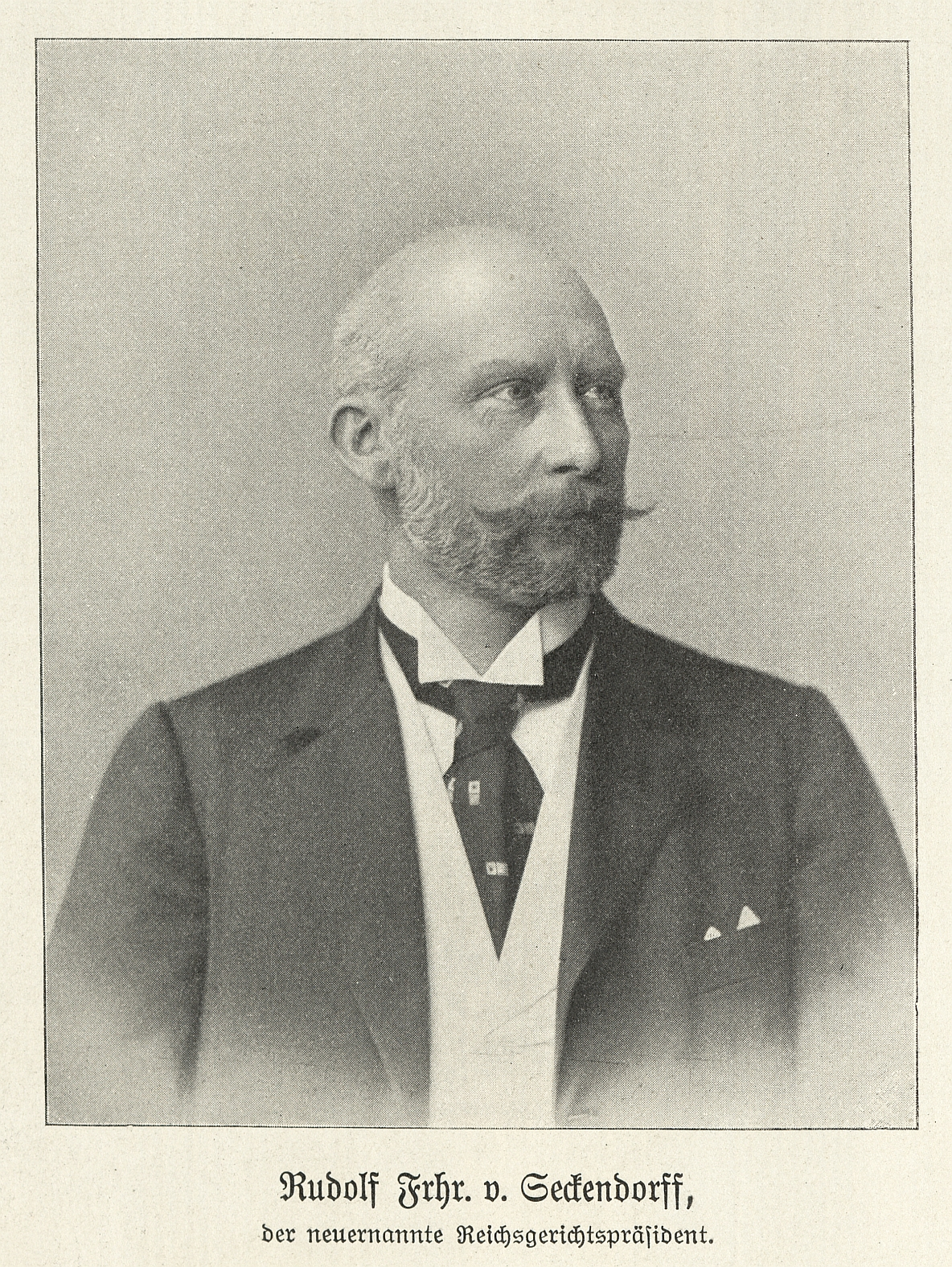
Rudolf von Seckendorff, 1905

Daniel August Hubert Rudolf Freiherr von Seckendorff-Gutend (* 22. November 1844 in Köln; † 23. September 1932 in Leipzig) war ein deutscher Jurist.

## Leben
Rudolf von Seckendorff war der Sohn des späteren Oberreichsanwalts August Heinrich von Seckendorff. 1856 zog er wegen der Versetzung seines Vaters an das Preußische Obertribunal von Köln nach Berlin.
Nach seinem Abitur 1862 studierte er an der Universität Berlin bis November 1865 Rechtswissenschaften. Nach einigen Unterbrechungen (Wehrdienstzeit, Teilnahme am Deutsch-Französischen Krieg von 1870–1871) wurde er Ende 1871 Assessor. Seine erste Tätigkeit führte ihn zum Kreisgericht Duisburg. Von 1872 bis 1879 war er Staatsanwalt beim kaiserlichen Landgericht in Metz (in dem damals zum Deutschen Reich gehörenden Elsass-Lothringen).
Von 1879 bis 1899 war er im Reichsjustizamt tätig und arbeitete dort u. a. mit seinen späteren Vorgängern im Amt des Reichsgerichtspräsidenten Otto von Oehlschläger und Karl Gutbrod zusammen. Im Rahmen dieser Tätigkeit vertrat Seckendorff das Deutsche Reich zweimal auf den Haager internationalen Privatrechtskonferenzen und war Mitarbeiter an der Zivilprozessnovelle von 1898. Im Reichsjustizamt bearbeitete er die Gebiete des Urheberrechts, des Prozessrechts, des Staats- und Völkerrechts und des internationalen Privatrechts. Die Beschäftigung mit den Fragen des Urheberrechts führte zu seiner nebenamtlichen Berufung als ständiges Mitglied des Patentamtes.
Ab 1899 war als Unterstaatssekretär im Preußischen Staatsministerium tätig. Bald darauf wurde ihm das Nebenamt als Mitglied des Kaiserlichen Disziplinarhofs in Leipzig, dem überwiegend Mitglieder des Reichsgerichts angehörten, übertragen.
Am 18. Juni 1905 trat er sein Amt als Reichsgerichtspräsident an. Sein Amtsverständnis beschrieb er wie folgt: „Es ist meines Erachtens eine der schönsten Aufgaben des obersten Gerichtshofs für eine der allgemeinen Rechtsanschauung entsprechende Anwendung des Gesetzes Raum zu schaffen, sofern dies mit dessen Wortlaut und Absicht irgend vereinbar ist.“
Am 25. Oktober 1905 entschied das Reichsgericht durch den IV. und VII. Zivilsenat unter dem Vorsitz von Rudolf von Seckendorff den lippischen Thronfolgestreit zugunsten des zukünftigen Fürsten Leopold IV. zur Lippe-Biesterfeld. Maßgeblich für diese Entscheidung war die ebenbürtige Abstammung der Linie Lippe-Biesterfeld, die Anerkennung ihres Thronfolgerechts durch ein Gesetz des Landes Lippe-Detmold vom 17. Oktober 1896 sowie durch eine Entscheidung eines Schiedsgerichts unter dem Vorsitz des Königs Albert  von Sachsen von 22. Juni 1897 und die ebenbürtige Heirat der Eltern des zukünftigen Fürsten.
Am 10. Oktober 1908 lehnte der Ehrengerichtshof in Anwaltssachen unter dem Vorsitz des Reichsgerichtspräsidenten von Seckendorff es ab, den Rechtsanwalt Karl Liebknecht aufgrund seiner Verurteilung wegen Vorbereitung zum Hochverrat durch das Reichsgericht vom 12. Oktober 1907 aus der Rechtsanwaltschaft auszuschließen. Zur Begründung hieß es u. a., dass schon das Reichsgericht in diesem Strafurteil eine ehrlose Gesinnung des Angeklagten verneint habe.
Wegen seiner juristischen Verdienste verlieh die Universität Leipzig 1907 von Seckendorff die Ehrendoktorwürde. Aus dem gleichen Grund, aber auch als Ehre um seine Verdienste um das gute Verhältnis der Stadt Leipzig zum Reichsgericht, verlieh die Stadt Leipzig ihm 1916 das Ehrenbürgerrecht.
Am 1. Januar 1920 schied er aus dem Amt.